# Isabell Ost
Isabell Ost (* 21. Oktober 1988 in Berlin) ist eine deutsche Eisschnellläuferin.
Bei den deutschen Meisterschaften 2009 belegte Isabell Ost den zweiten Platz im Mehrkampf. 2010 folgte eine Silbermedaille über 3000 m und eine Bronzemedaille über 1500 m. Im Weltcup erreichte sie über verschiedene Distanzen insgesamt dreimal Platzierungen in den Top 30. Bei den Olympischen Winterspielen 2010 trat sie im Rennen über 1500 m an und belegte den 22. Rang.
Bei den Einzelstreckenweltmeisterschaften 2011 gewann sie gemeinsam mit Stephanie Beckert und Claudia Pechstein die Bronzemedaille in der Teamverfolgung.
Isabell Ost ist Sportsoldatin und hat den Rang einer Hauptgefreiten.